# Lista de episódios de I Am Frankie
I Am Frankie é uma sitcom americana criada pela Nickelodeon que estreou na televisão americana no dia 11 de setembro de 2017. Antes de sua estreia oficial, foi exibido um sneak peek da série no dia 4 de setembro de 2017. A série é estrelada por Alex Hook no papel principal de Frankie Gaines, que é um andróide tentando se passar por uma adolescente normal.

## Resumo
| Temporadas | Temporadas | Episódios | Exibição original     | Exibição original    | Exibição no Brasil   | Exibição no Brasil     | Exibição em Portugal | Exibição em Portugal |
| Temporadas | Temporadas | Episódios | Estreia               | Final                | Estreia              | Final                  | Estreia              | Final                |
| ---------- | ---------- | --------- | --------------------- | -------------------- | -------------------- | ---------------------- | -------------------- | -------------------- |
|            | 1          | 19        | 4 de setembro de 2017 | 6 de outubro de 2017 | 5 de agosto de 2019  | 30 de agosto de 2019   | —                    | —                    |
|            | 2          | 21        | 11 de agosto de 2018  | 4 de outubro de 2018 | 31 de agosto de 2019 | 27 de setembro de 2019 | —                    | —                    |

## Episódios

### Piloto (2017)
| Título                                         | Dirigido por | Escrito por    | Exibição original                         | Cód. de produção | Audiência (milhões) |
| ---------------------------------------------- | ------------ | -------------- | ----------------------------------------- | ---------------- | ------------------- |
| "Eu Sou... uma Gaines (BR)" "I Am... a Gaines" | Steve Wright | Charlotte Owen | 4 de setembro de 2017 5 de agosto de 2019 | 101              | 1,27                |

### 1.ª temporada (2017)
| N.º na série | Nº na tempor. | Título                                                                   | Dirigido por   | Escrito por                  | Exibição original                              | Cód. de produção | Audiência (milhões) |
| --- | ------------- | ------------------------------------------------------------------------ | -------------- | ---------------------------- | ---------------------------------------------- | ---------------- | ------------------- |
| 1 | 1             | "Eu Sou... Fera em Matemática (BR)" "I Am... in Danger"                  | Steve Wright   | Charlotte Owen               | 11 de setembro de 2017 5 e 6 de agosto de 2019 | 101–102          | 1,47                |
| A cientista da EGG Sigourney Gaines cria um andróide chamado Frankie e evita a EGG como forma de evitar que Kingston a use para o Projeto Q. Para evitar que Frankie seja encontrado pela EGG, Sigourney leva sua família para a próxima. Eles se estabeleceram com a ajuda do ex-funcionário da EGG, James. Quando foi matriculada na escola, Frankie faz amizade com uma garota chamada Dayton e ganha uma garota chamada Tammy como rival. Mais tarde, depois de Cole salvar Frankie da chuva, Sigourney trabalha para secá-la e descobre que alguns de seus circuitos se fundiram. Enquanto isso, Kingston envia o PEGS1 para revistar a antiga casa de Sigourney e descobrir o paradeiro da família Gaines. Estrelas Convidadas: JC Casely como Casey, Victor Jones como Sr. Manhart Ausentes: Kyson Facer como Andrew, Jayce Mroz como Robbie |               |                                                                          |                |                              |                                                |                  |                     |
| 2 | 2             | "Eu Sou... Fã de Comédia Romântica (BR)" "I Am... a Rom-Com Fan"         | Steve Wright   | Jeff Sayers                  | 12 de setembro de 2017 7 de agosto de 2019     | 103              | 1,32                |
| Ausentes: Kyson Facer como Andrew, Jayce Mroz como Robbie, Joy Kigin como Sra. Hough |               |                                                                          |                |                              |                                                |                  |                     |
| 3 | 3             | "Eu Sou... um Rádio? (BR)" "I Am... a Radio?"                            | Siobhan Devine | Charotte Owen e Elle Andrews | 13 de setembro de 2017 8 de agosto de 2019     | 104              | 1,46                |
| Estrelas Convidadas: Victor Jones como Mr. Manhart, Justin Jarzombeck como John, Rachael Thompson como Engenheiro |               |                                                                          |                |                              |                                                |                  |                     |
| 4 | 4             | "Eu Sou... Amiga da Minha Inimiga? (BR)" "I Am... My Enemy's Friend?"    | Siobhan Devine | Charotte Owen                | 14 de setembro de 2017 9 de agosto de 2019     | 105              | 1,29                |
| Estrelas Convidadas: Jeanne Bennett como Ms. Kagan, Justin Jarzombeck como John, Victor Jones como Mr. Manhart, Rachael Thompson como Engenheiro Ausentes: Kyson Facer como Andrew, Jayce Mroz como Robbie, Todd Allen Durkin como James Peters |               |                                                                          |                |                              |                                                |                  |                     |
| 5 | 5             | "Eu Sou... Movida a Bateria (BR)" "I Am... Battery Operated"             | Jeff Sayers    | Charotte Owen                | 15 de setembro de 2017 12 de agosto de 2019    | 106              | 1,30                |
| 6 | 6             | "Eu Sou... um Coração Partido (BR)" "I Am... Heartbroken"                | Siobhan Devine | Charotte Owen e Elle Andrews | 18 de setembro de 2017 13 de agosto de 2019    | 107              | 1,14                |
| 7 | 7             | "Eu Sou... um Andróide Perdido (BR)" "I Am... Lost"                      | Siobhan Devine | Jeff Sayers                  | 19 de setembro de 2017 14 de agosto de 2019    | 108              | 1,22                |
| 8 | 8             | "Eu Sou... um Andróide Desconectado (BR)" "I Am... Disconnected"         | Steve Wright   | Elle Andrews                 | 20 de setembro de 2017 15 de agosto de 2019    | 109              | 1,19                |
| 9 | 9             | "Eu Sou... um Perigo (BR)" "I Am... Crashing"                            | Siobhan Devine | Jeff Sayers                  | 21 de setembro de 2017 16 de agosto de 2019    | 110              | 1,10                |
| 10 | 10            | "Eu Sou... Incomunicável (BR)" "I Am... Speechless"                      | Siobhan Devine | Jeff Sayers                  | 22 de setembro de 2017 19 de agosto de 2019    | 111              | 1,33                |
| 11 | 11            | "Eu Sou... Faminta (BR)" "I Am... Hungry"                                | Siobhan Devine | Elle Andrews                 | 25 de setembro de 2017 20 de agosto de 2019    | 112              | 1,17                |
| 12 | 12            | "Eu Sou... Controlada Remotamente (BR)" "I Am... Remote Controlled"      | Steve Wright   | Charlotte Owen               | 26 de setembro de 2017 21 de agosto de 2019    | 113              | 1,07                |
| 13 | 13            | "Eu Sou... uma Aluna Suspensa (BR)" "I Am... Suspended"                  | Steve Wright   | Elle Andrews                 | 27 de setembro de 2017 22 de agosto de 2019    | 114              | 1,11                |
| 14 | 14            | "Eu Sou... Mais Um (BR)" "I Am... Not Alone"                             | Steve Wright   | Jeff Sayers                  | 28 de setembro de 2017 23 de agosto de 2019    | 115              | 1,09                |
| 15 | 15            | "Eu Sou... uma Incrível Investigadora (BR)" "I Am... Hot on the Trail"   | Steve Wright   | Charlotte Owen               | 2 de outubro de 2017 26 de agosto de 2019      | 116              | 1,35                |
| 16 | 16            | "Eu Sou... a Empolgação em Pessoa (BR)" "I Am... Hanging Out with a Boy" | Steve Wright   | Elle Andrews                 | 3 de outubro de 2017 27 de agosto de 2019      | 117              | 1,29                |
| 17 | 17            | "Eu Sou... Destinada à Glória (BR)" "I Am... Bound for Glory"            | Siobhan Devine | Jeff Sayers                  | 4 de outubro de 2017 28 de agosto de 2019      | 118              | 1,19                |
| 18 | 18            | "Eu Sou... um Segredo Descoberto (BR)" "I Am... Caught"                  | Steve Wright   | Elle Andrews                 | 5 de outubro de 2017 29 de agosto de 2019      | 119              | 1,28                |
| 19 | 19            | "Eu Sou... um Alvo Fácil (BR)" "I Am... a Sitting Duck"                  | Steve Wright   | Charlotte Owen               | 6 de outubro de 2017 30 de agosto de 2019      | 120              | 1,13                |

### 2.ª temporada (2018)
| N.º na série | Nº na tempor. | Título                                                                    | Dirigido por | Escrito por                | Exibição original                             | Cód. de produção | Audiência (milhões) |
| ------------ | ------------- | ------------------------------------------------------------------------- | ------------ | -------------------------- | --------------------------------------------- | ---------------- | ------------------- |
| 20           | 1             | "Eu Sou... Eliza (BR)" "I Am... Eliza"                                    | Steve Wright | Charlotte Owen             | 11 de agosto de 2018 31 de agosto de 2019     | 201–202          | 0,90                |
| 21           | 2             | "Eu Sou... Mentora de uma Fuga (BR)" "I Am... Planning a Escape"          | Steve Wright | Jeff Sayers                | 10 de setembro de 2018 2 de setembro de 2019  | 203              | 0,92                |
| 22           | 3             | "Eu Sou... Parte de um Resgate (BR)" "I Am... Taking a Break"             | Steve Wright | Elle Andrews               | 11 de setembro de 2018 3 de setembro de 2019  | 204              | 0,91                |
| 23           | 4             | "Eu Sou... Mestre dos Insetos (BR)" "I Am... Buggin"                      | Melanie Orr  | Stacey Greenberger         | 12 de setembro de 2018 4 de setembro de 2019  | 205              | 0,79                |
| 24           | 5             | "Eu Sou... Comprometida (BR)" "I Am... Compromised"                       | Melanie Orr  | Gloria Shen                | 13 de setembro de 2018 5 de setembro de 2019  | 206              | 0,76                |
| 25           | 6             | "Eu Sou... Quase Livre (BR)" "I Am... Busting Out"                        | Steve Wright | Charlotte Owen             | 14 de setembro de 2018 6 de setembro de 2019  | 207              | 0,79                |
| 26           | 7             | "Eu Estou... sob Suspeita (BR)" "I Am... Under Suspicion"                 | Steve Wright | Jeff Sayers                | 17 de setembro de 2018 9 de setembro de 2019  | 208              | 0,64                |
| 27           | 8             | "Eu Não Sou Eu Mesma (BR)" "I Am... Not Myself"                           | Melanie Orr  | Liam Henry                 | 18 de setembro de 2018 10 de setembro de 2019 | 209              | 0,75                |
| 28           | 9             | "Eu Sou... a Próxima (BR)" "I Am... Next"                                 | Steve Wright | Jeff Sayers                | 19 de setembro de 2018 11 de setembro de 2019 | 210              | 0,66                |
| 29           | 10            | "Eu Sou... uma Criatura (BR)" "I Am... a Creature"                        | Melanie Orr  | Gloria Shen                | 20 de setembro de 2018 12 de setembro de 2019 | 211              | 0,89                |
| 30           | 11            | "Eu Sou... uma Andróide (BR)" "I Am... an Android"                        | Melanie Orr  | Charlotte Owen             | 21 de setembro de 2018 13 de setembro de 2019 | 212              | 0,81                |
| 31           | 12            | "Eu Sou... Frankiestina (BR)" "I Am... Frankensteena"                     | Steve Wright | Elle Andrews               | 24 de setembro de 2018 16 de setembro de 2019 | 213              | 0,73                |
| 32           | 13            | "Eu Sou... Parte do Plano (BR)" "I Am... Part of a Plan"                  | Steve Wright | Liam Henry                 | 25 de setembro de 2018 17 de setembro de 2019 | 214              | 0,69                |
| 33           | 14            | "Eu Sou... um Problema para Mamãe (BR)" "I Am... in Trouble with Mom"     | Melanie Orr  | Jeff Sayers                | 26 de setembro de 2018 18 de setembro de 2019 | 215              | 0,79                |
| 34           | 15            | "Eu Sou... um Andróide... Não Sou? (BR)" "I Am... an Android... or Am I?" | Melanie Orr  | Stacey Greenberger         | 27 de setembro de 2018 19 de setembro de 2019 | 216              | 0,87                |
| 35           | 16            | "Eu Sou... Ciumenta (BR)" "I Am... Jealous"                               | Steve Wright | Charlotte Owen             | 28 de setembro de 2018 20 de setembro de 2019 | 217              | 0,85                |
| 36           | 17            | "Eu Sou... Quem Precisa de um Plano (BR)" "I Am... in Need of a Plan"     | Steve Wright | Gloria Shen                | 1 de outubro de 2018 23 de setembro de 2019   | 218              | 0,69                |
| 37           | 18            | "Eu Sou... a Saudade em Pessoa (BR)" "I Am... a Puppet on a String"       | Melanie Orr  | Elle Andrews e Jeff Sayers | 2 de outubro de 2018 24 de setembro de 2019   | 219              | 0,66                |
| 38           | 19            | "Eu Estou... Sem Opções (BR)" "I Am... Out of Options"                    | Melanie Orr  | Liam Henry                 | 3 de outubro de 2018 25 de setembro de 2019   | 220              | 0,76                |
| 39           | 20            | "Eu Estou... Sendo Chantageada (BR)" "I Am... Being Blackmailed"          | Steve Wright | Gloria Shen                | 4 de outubro de 2018 26 de setembro de 2019   | 221              | 0,81                |
| 40           | 21            | "Eu Estou... Mudada (BR)" "I Am... Changed"                               | Steve Wright | Charlotte Owen             | 4 de outubro de 2018 27 de setembro de 2019   | 222              | 0,74                |

## Especial (2017)
| Título                                                           | Exibição original                           | Cód. de produção | Audiência (milhões) |
| ---------------------------------------------------------------- | ------------------------------------------- | ---------------- | ------------------- |
| "I Am Frankie... O Download (BR)" "I Am Frankie... the Download" | 29 de setembro de 2017 24 de agosto de 2019 | 998              | 1,14                |